# Anders Trondsen
Anders Trondsen, född 30 mars 1995 i Lillehammer, är en norsk fotbollsspelare som spelar för IFK Göteborg. Han representerar även det norska landslaget.